# Karnitin:acylkarnitintranslokas-brist
CACT-brist, uttytt brist på karnitin-acylkarnitintranslokas,  är en sällsynt metabol sjukdom som orsakas av mutationer i SLC25A20-genen på kromosom 3p21. Sjukdomen leder till att fettsyror från maten inte kan användas som energikälla och kan skada bland annat hjärtats funktion. Sjukdomen är autosomalt recessiv, vilket betyder att 1 av 4 avkommor riskerar att få sjukdomen om båda föräldrar är bärare, samt att 2 av 4 endast kommer att vara bärare. 

## Mekanism
Nedbrytning av fettsyror, även kallat beta-oxidation, sker vanligast i mitokondrierna. Här är karnitin:acylkarnitintranslokas viktigt då det för över acylkarnitin till mitokondriens matrix, samt överför karnitin till cytosolen. Utan translokaset fungerar inte transporten över membranet vilket förhindrar normal metabolism. 

Transport av acyl-CoA över mitokondriemembranen

## Symptom och screening
Symptomen sträcker sig från oregelbundna hjärtslag, andningsproblem och epileptiska anfall, samt muskel och lever-problem, till plötslig spädbarnsdöd. Sjukdomen är väldigt sällsynt, färre än 1 barn per år föds med tillståndet, men kan i Sverige upptäckas då alla nyfödda barn screenas för ovanliga sjukdomar där barnets hälsa är i stor del är beroende av en tidig diagnos. Screeningen för dessa sjukdomar görs med PKU-provet som tas venöst på nyfödda barn inom 48 timmar från födsel.

## Genetik
Sammantaget kan man inte dra någon direkt slutsats om korrelationen mellan genotyp och fenotyp, men man har sett att ett par olika mutationer kan orsaka sjukdomen. Man har bland annat identifierat en insertion av ett cytosin som en bakomliggande orsak, vilket leder till en frameshift-mutation på 23 kodon. Man har också identifierat en substitution av en glutamin mot en arginin på plats 238 (gln238arg). Utöver detta har man hittat ett fåtal andra olika mutationer. Genen har 4 olika transkript, 71 ortologer samt 4 paraloger.